# Dorylaimus stagnalis
Dorylaimus stagnalis is een rondwormensoort.